# Chiesa di Santa Lucia (San Polo dei Cavalieri)
La chiesa di Santa Lucia è sita presso il centro storico di San Polo dei Cavalieri, vicino alla rocca, nella città metropolitana di Roma Capitale.

## Aspetto e storia
La chiesa risulta già costruita nel 1400 come si evince dagli Statuti Orsiniani, rendendo la chiesa la più antica del paese laziale.
L'accesso è mediante la cappella a destra dell'altare.
L'esterno è stato modificato in modo che non se ne evince nulla dell'edificio originario.
L'interno è a croce greca a navata unica a 2 cappelle laterali, nel 2° dopoguerra risultavano piuttosto fatiscenti.
Il picco del degrado si toccò negli anni sessanta.
Il soffitto è a capriate.
L'altare è incorniciato con stucco a colonne, capitelli e timpano triangolare.
Il quadro raffigurante Santa Lucia che inizialmente era presso l'altare maggiore ora è stato portato nella Chiesa di San Nicola.
Unico residuo dell'arredamento originale è l'attrezzo da processione con la statua dell'Assunta.
La Vergine è raffigurata su una nuvola (da cui spiccano delle testine), con le vesti mosse dal vento, le braccia alzate, con un'aureola e lo sguardo rapito dall'estasi. Sul capo i fedeli hanno applicato una corona d'argento.
Una statua lignea della Madonna di questa chiesa è stata portata a Palazzo Venezia a Roma nel 1912.

## I restauri
Sul rosone si legge un'epigrafe che il primo restauro avvenne nel 1590 finanziato da 2 personaggi d'origine bresciana che fondarono anche la Congregazione dell'Immacolata concezione.
La 2ª ristrutturazione è avvenuta all'incirca nel XVII secolo.
Negli anni ottanta s'incominciò una raccolta fondi che portò al restauro delle parti più lesionate.
All'inizio degli anni novanta il Ministero dei Beni Culturali fece 3 stanziamenti che permisero il completamento dei restauri necessari a donare bellezza, fascino e charme a questa chiesa laziale.
Fu restaurato anche il campanile con la sua campana che, a tutt'oggi, si può udire nelle vie del paese.
Sul campanile vi è l'epigrafe Vincentius et Gabriel fratres benedicti reate fusores MDCCCLVIII.
Nonostante i vari restauri del XX secolo, la chiesa risulta agibile solamente dal 13 dicembre 1995.
I restauri hanno riportato alla luce degli affreschi presso l'altare pseudo-barocco del XIX secolo.